# Gazzola

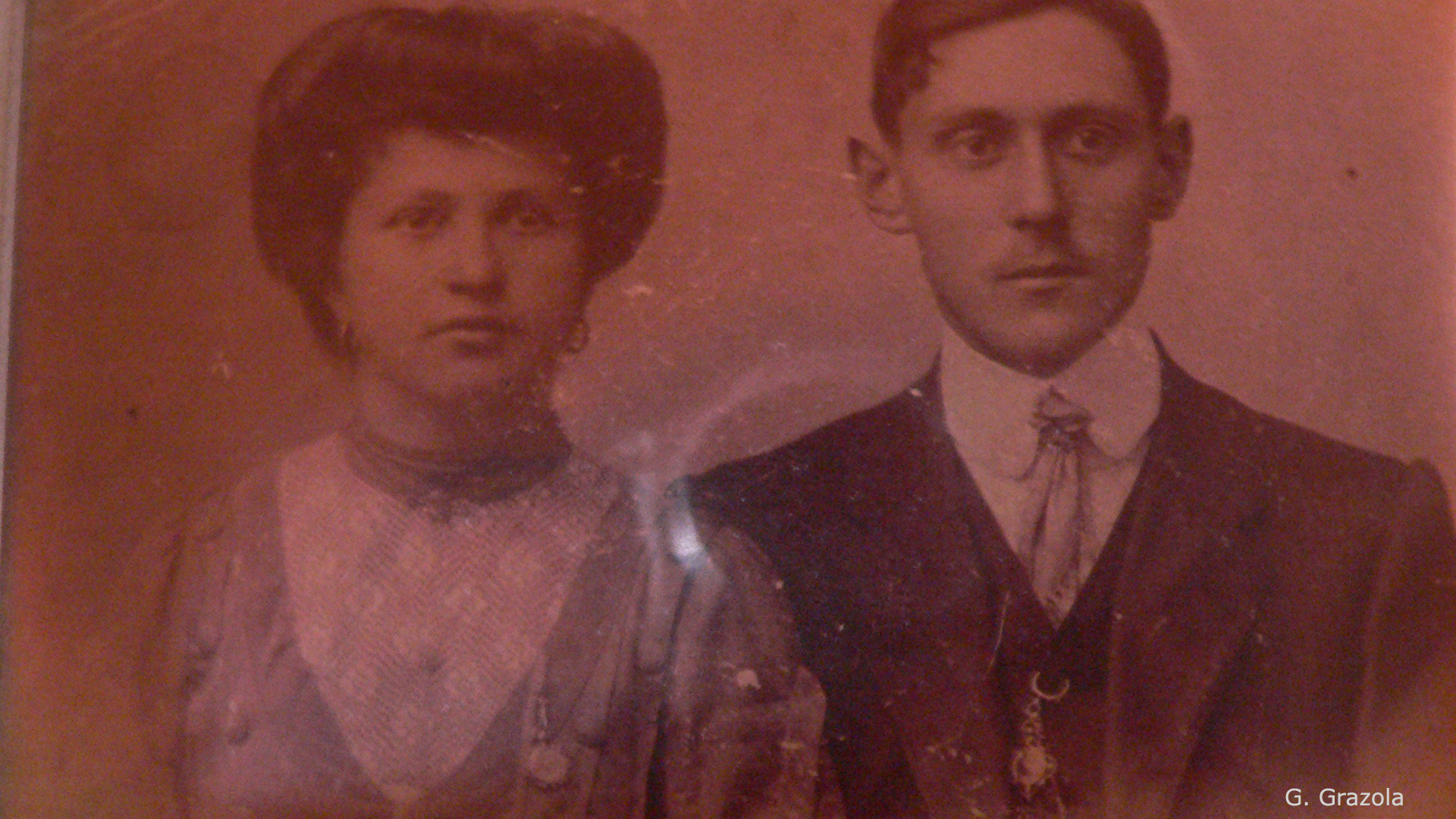
Genoeffa Bortolotti Gazzola & Giuseppe (José) Gazzola

Gazzola é uma comuna italiana da região da Emília-Romanha, província de Piacenza, com cerca de 1.677 habitantes. Estende-se por uma área de 44 km², tendo uma densidade populacional de 38 hab/km². Faz fronteira com Agazzano, Gossolengo, Gragnano Trebbiense, Piozzano, Rivergaro, Travo.

## Demografia
| Variação demográfica do município entre 1861 e 2011                               |
|                                                                                   |
| Fonte: Istituto Nazionale di Statistica (ISTAT) - Elaboração gráfica da Wikipedia |